# Стрелка (Краснодарский край)
Стре́лка — посёлок в Темрюкском районе Краснодарского края России.
Административный центр Краснострельского сельского поселения.

## География
Посёлок находится на берегу Старотитаровского лимана.

## Население
| 2002 | 2010  | 2021  |
| ---- | ----- | ----- |
| 5364 | ↘4967 | ↗5166 |

## Улицы
| - ул. Азовская, - пер. Аэродромный, - ул. Береговая, - ул. Валерия Скибы, - ул. Виноградная, - пер. Гаражный, - пер. Железнодорожный, - пер. Заводской, - пер. Закубанский, - пер. Западный, - пер. Зелёный, | - ул. Зои Космодемьянской, - ул. Коммунаров, - ул. Комсомольская, - пер. Комсомольский, - ул. Кубанская, - пер. Кузнечный, - пер. Кулика, - ул. Ленина, - ул. Лермонтова, - ул. Лесная, - пер. Лиманный, | - пер. Малый, - ул. Мира, - ул. Мичурина, - ул. Молодёжная, - ул. Новая, - ул. Олега Кошевого, - пер. Пионерский, - ул. Победы, - ул. Привокзальная, - ул. Пролетарская, - ул. Пушкина, | - ул. Российская, - ул. Садовая, - ул. Светлая, - ул. Советская, - пер. Солнечный, - пер. Степной, - ул. Таманская, - пер. Трансформаторный, - ул. Чапаева, - ул. Школьная, - пер. Южный. |